# Comunidad de villa y tierra de Uceda
La comunidad de villa y tierra de Uceda fue una comunidad de villa y tierra de la Extremadura castellana surgida en el contexto de la repoblación en el valle del Jarama. Su territorio abarcaba parte de las actuales provincias españolas de Madrid y Guadalajara, constituyéndose un alfoz de lugares con cabeza en la villa de Uceda.

## Historia
Parte del norte de la Taifa de Toledo, incluido el valle medio del Jarama, fue cedido junto al por Al-Mamún al futuro Alfonso VI de León con el fin de ayudarle a ocupar el trono del Reino de Castilla frente a su hermano Sancho II, por lo que la zona fue incorporada al reino castellano en cuanto Alfonso accedió al trono en 1072. A efectos de reorganizar la zona, pronto se constituyó un área geográfica en torno a la villa de Uceda y bajo su jurisdicción, que se integró en el sistema de repoblación castellano de las comunidades de villa y tierra.
El primer fuero concedido a Uceda consta que lo otorgó el rey Alfonso VIII de Castilla en el siglo XII, documento que se perdió en la Guerra Civil y que actualmente no se conserva en el archivo municipal de Uceda. El segundo fuero, que sí se conserva en la actualidad, fue otorgado por el Fernando III de Castilla en 1222 y regulaba derechos comunales de aprovechamientos de pastos, tierras, etc, así como daba instrucciones sobre los impuestos que debía cobrar el Concejo y la organización jurídica y militar de la Comunidad.
El alfoz de Uceda se mantuvo inicialmente en el régimen de realengo, esto es, no sujetos a otra autoridad por encima del Concejo que no fuere el propio Rey de Castilla. En el fuero de 1222 fue cedido al obispado de Toledo y manteniendo desde entonces el estatus de señorío de abadengo.
La extensión territorial de la comunidad abarcaba 21 aldeas y la propia villa de Uceda. Estas aldeas eran Torremocha de Jarama, Patones, El Berrueco, Torrelaguna, Redueña, Cabanillas de la Sierra, Venturada, Valdepeñas de la Sierra, Alpedrete de la Sierra, Valdesotos, Tortuero, Puebla de Valles, Matarrubia, Villaseca de Uceda, Casa de Uceda, El Cubillo de Uceda, Viñuelas, Fuentelahiguera de Albatages, Fuente El Fresno, Mesones y Valdenuño Fernández.
Por norma general, todas las aldeas permanecieron de buen grado en la comunidad debido a que les proporcionaba mayor fuerza para defender intereses comunes, salvo Torrelaguna.[cita requerida] La villa madrileña, cabeza de un poderoso arciprestazgo, creció rápidamente e hipertrofió la dinámica social y económica de la Comunidad, llegando a medirse de igual a igual con la villa de Uceda. Es por ello que, tras muchos pleitos judiciales llevados a la Real Chancillería de Valladolid, le fue concedida la independencia y el título de villa en 1390.